# Дерикер, Василий Васильевич
Василий Васильевич Дерикер (1815—1878) — российский врач-гомеопат, доктор медицины; переводчик и журналист.

## Биография
Родился в 1815 году в Финляндии. После него в семье родились ещё два сына: Георг-Вильгельм (1818—1874), ставший инженером-технологом и Георгий (1821—1847).
Систематического образования не получил. Начал свою трудовую деятельность наборщиком в типографии, потом был помощником Сенковского по редактированию «Библиотеки для чтения», где помещал переводы и переделки иностранных романов, преимущественно со шведского языка. Затем начал издавать небольшие журналы для детского чтения, для солдат и др. (под псевдонимом Василич).
С немецкого языка перевёл «Старкотер» («Staerkodder») и «Аладдин» Эленшлегера, изданные в сокращённом переводе отдельно в 1840—1842 годах. Им были переведёны романы Бульвер-Литтона «Восход и закат» (1844) и Александра Дюма «Граф Монте-Кристо». 
Преподавал словесность в Дворянском полку.
В 1863 году Погосский, в связи с отъездом для лечения за границу, где был до 1867 года, передал Дерикеру заведование журналами «Солдатская беседа» и «Народная беседа».
Написал много популярных медицинских пособий для народа, священников и проч.: «Физиологическая история женщины» (СПб., 1854 и 1873); «О знахарях и врачебной помощи в деревнях» (3-е изд. — 1865); «О вырождении человеческого рода и средствах препятствовать этому вырождению» (М., 1860); «Сборник народно-врачебных средств, знахарями в России употребляемых» (СПб., 1866); «Упрощенное лечение ран» (СПб., 1876).
Занявшись гомеопатией, издал ряд пособий: «Народный лечебник. Руководство к пользованию болезней простыми, домашними и гомеопатическими средствами» (1863; 3-е изд. — 1881); «Гомеопатическое лечение холеры» (1866; 3-е изд. — СПб., 1876, 4-е изд. — 1892), «Гомеопатическая фармакология» (СПб., 1857), «Гомеопатическая фармакология».  Ч. 1-4. (СПб.: Ф. Флемминг, 1867—1869) и пр. С 1868 года состоял секретарём Гомеопатического общества. Издавал «Журнал гомеопатического лечения», переводил труды иностранных врачей-гомеопатов (в т.ч. «Гомеопатический лечебник» А. Теста, 1854; «Домашний гомеопатический лечебник» К. Миллера, 1857; 8-е изд. – 1891). 
Был лечащим врачом великих княгинь Марии Павловны, Александры Иосифовны.
Женился 24 сентября 1867 года на вдове академика ИАХ Е. Е. Мейера, Софье Васильевне Мейер (?—11.04.1908). 
Умер 2 (14) октября 1878 года. Похоронен на Волковском православном кладбище, где позже была погребена и жена.